# Pseudolarix amabilis
Genre
Espèce
Classification phylogénétique
Statut de conservation UICN

 VU B2ab(iii,v) : Vulnérable
Le Mélèze de Chine ou Mélèze doré de Chine (Pseudolarix amabilis) est une espèce d'arbres de la famille des Pinaceae. Elle est endémique en Chine. C'est la seule espèce actuellement acceptée du genre Pseudolarix. Ce dernier fait partie des genres de résineux caducifoliés (qui perdent la totalité de leurs feuilles en hiver).

## Environnement
L'espèce est menacée en Chine, notamment dans la vallée du Yangzi Jiang (densément construite et peuplée) où elle est endémique.
Il existe une aire de protection de P. amabilis autour du mont Taimu dans la province de Fujian (Chine).

## Bonsaï
L'espèce est souvent utilisée en bonsaï pour sa valeur décorative. Elle est néanmoins très exigeante d'entretien.

## Images

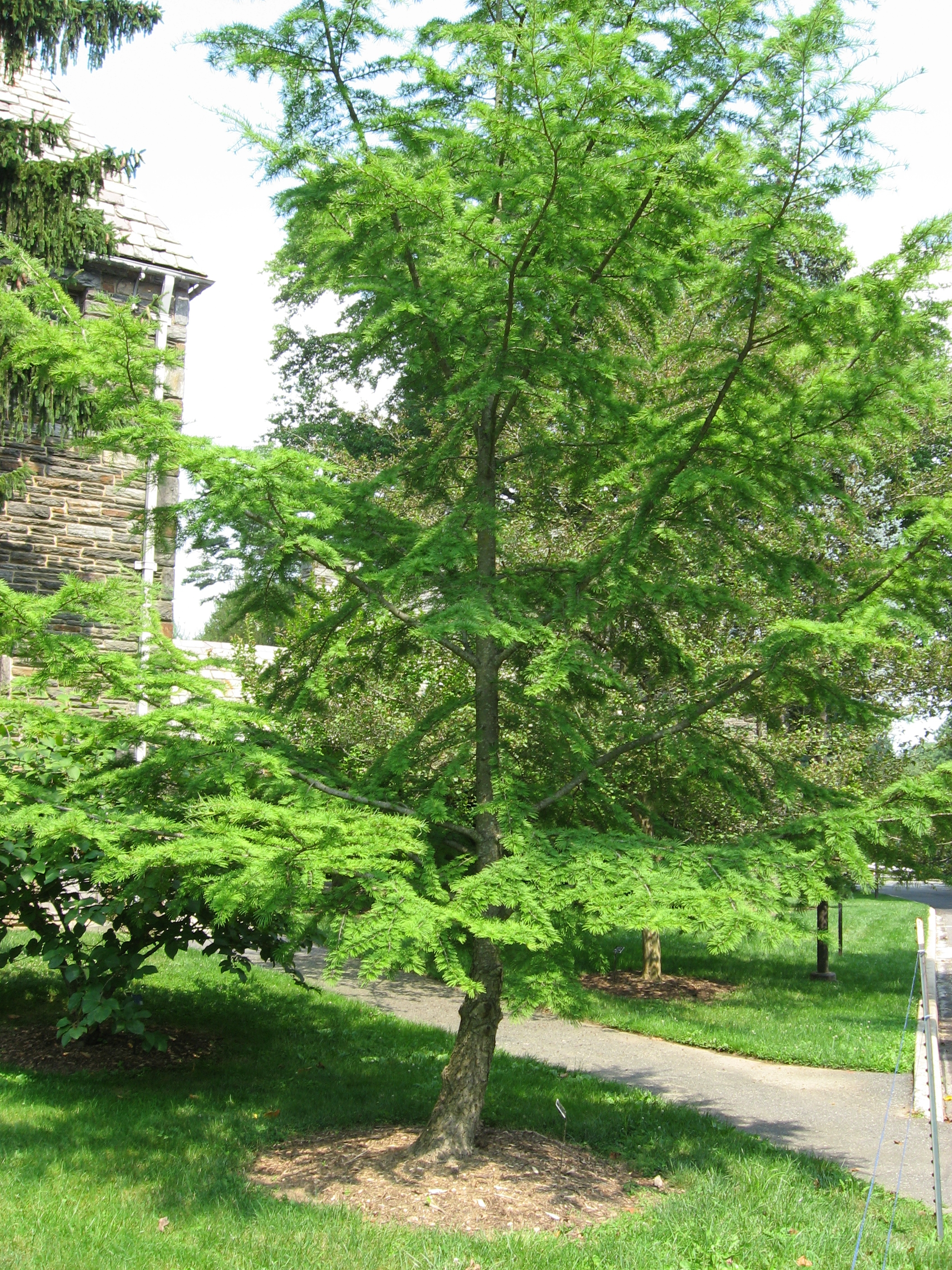
P. Amabilis
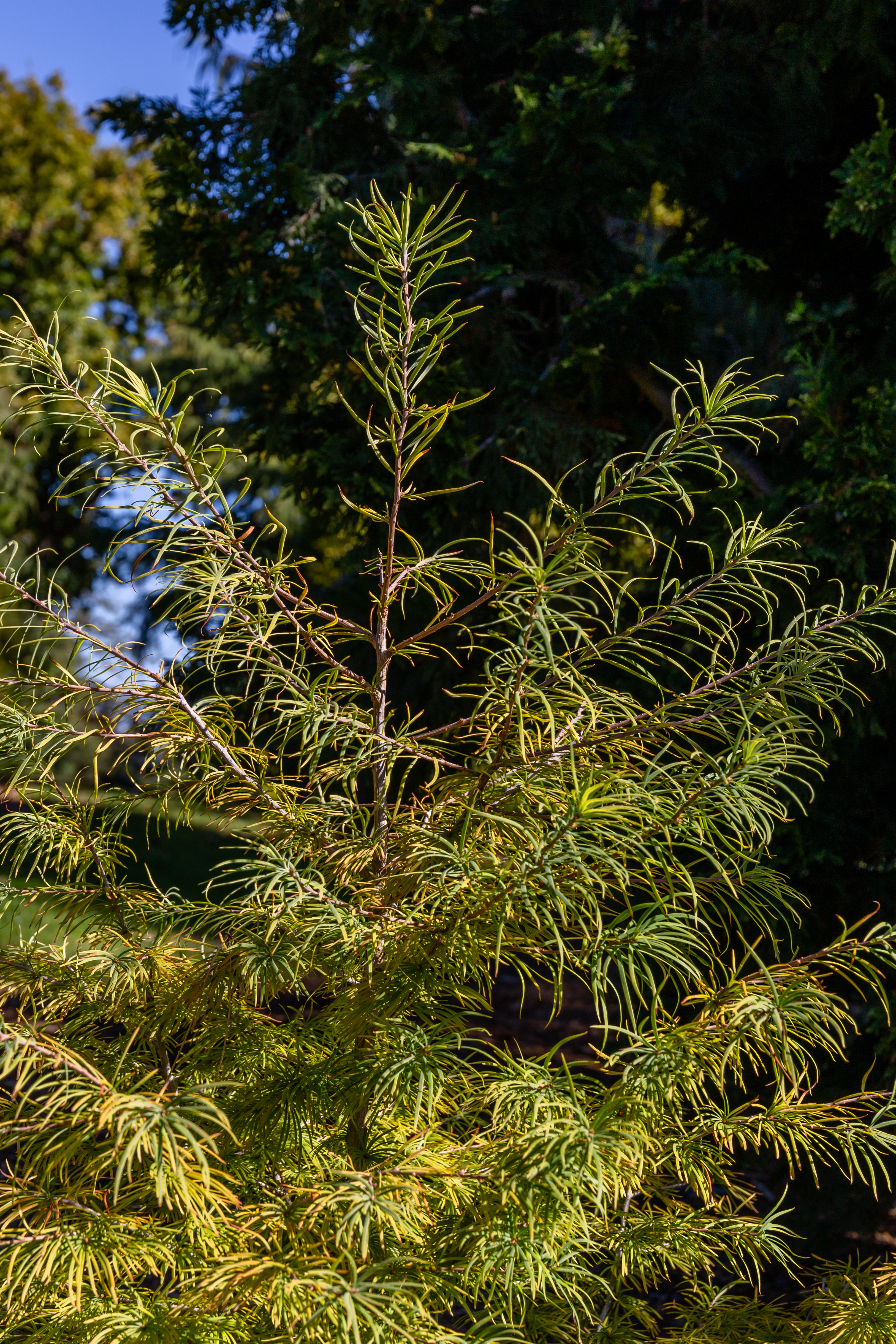
Ramage de P. amabilis, Jardin botanique de Timaru, Nouvelle-Zélande
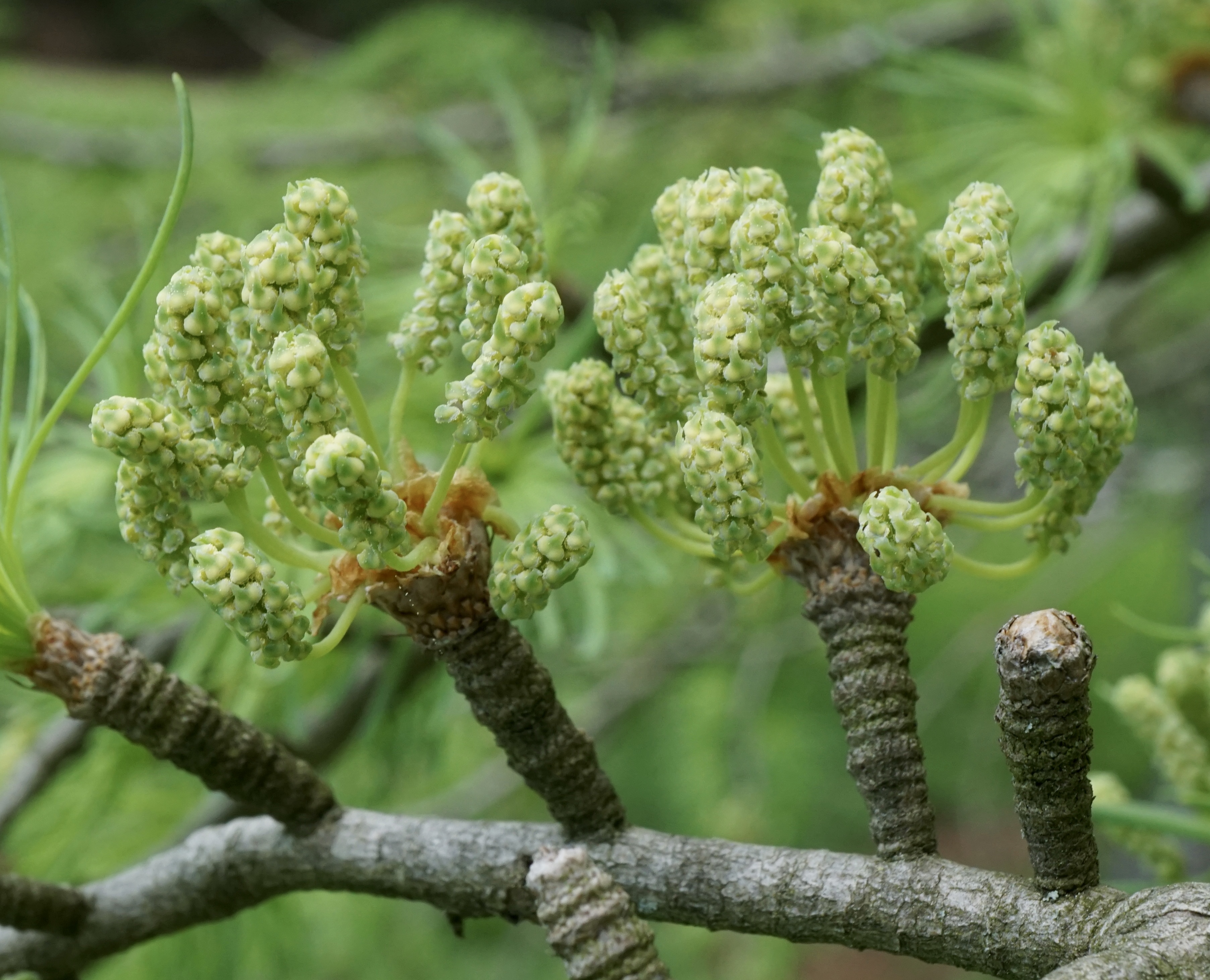
Cônes à pollen de P. amabilis, à l'arboretum Arnold de l'Université Harvard, Massachusetts
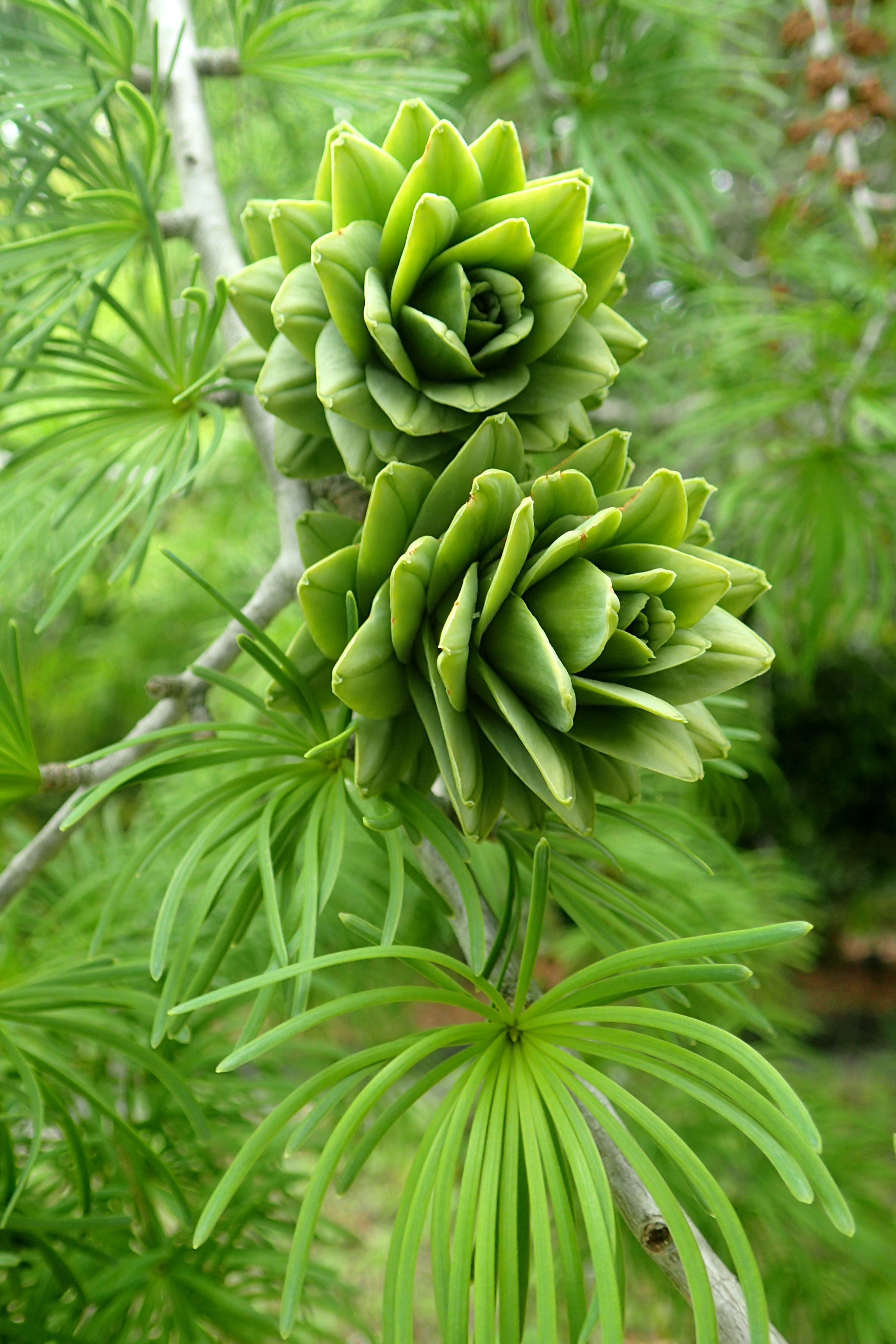
« Pommes de pin » (cônes femelles) de P.amabilis
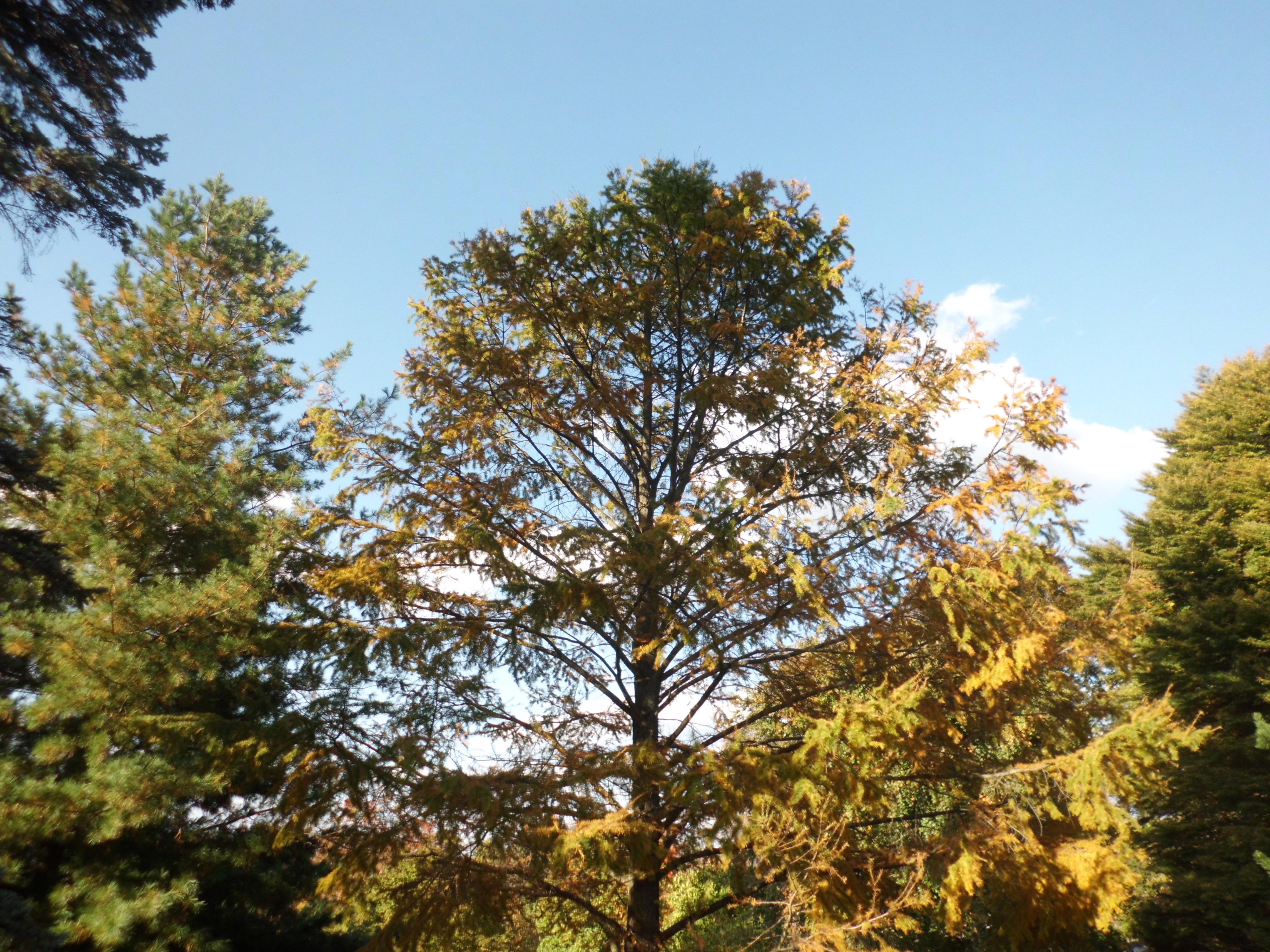
P. amabilis à l'arboretum Morris de l'Université de Pennsylvanie
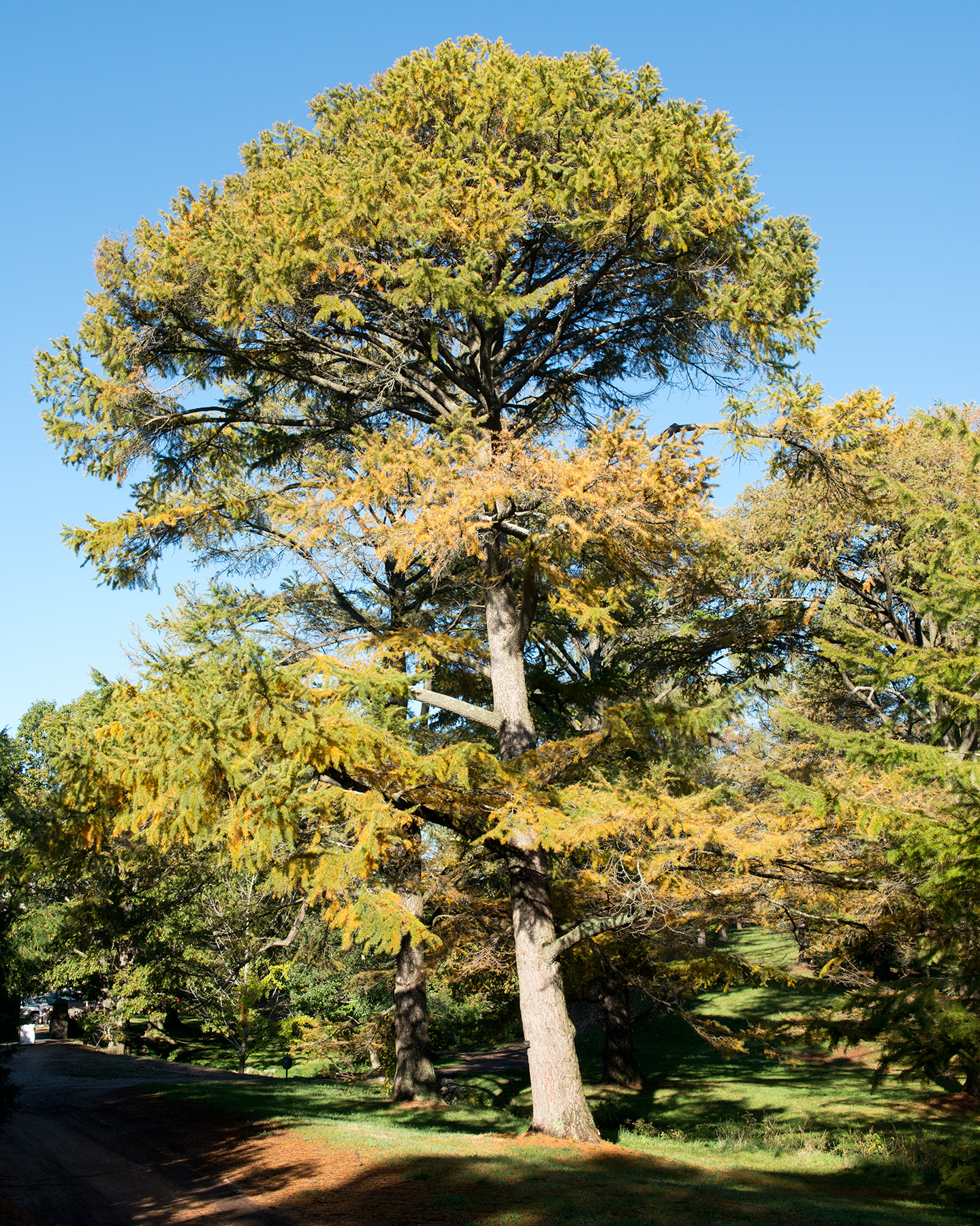
P. amabilis, à « Golden Larch », Washington

## Synonyme
- Pseudolarix kaempferi

### Pseudolarix
- (en) Flora of China : Pseudolarix
- (en) Catalogue of Life : Pseudolarix (consulté le 11 décembre 2020)
- (fr) Tela Botanica (France métro) : Pseudolarix
- (en) NCBI : Pseudolarix (taxons inclus)
- (en) GRIN : genre Pseudolarix  Gordon (+liste d'espèces contenant des synonymes)

### Pseudolarix amabilis
- (en) Flora of China : Pseudolarix amabilis
- (en) Catalogue of Life : Pseudolarix amabilis (J. Nelson) Rehd. (consulté le 16 décembre 2020)
- (fr) Tela Botanica (France métro) : Pseudolarix amabilis  (J.Nelson) Rehder, 1919
- (en) NCBI : Pseudolarix amabilis (taxons inclus)
- (en) UICN : espèce Pseudolarix amabilis (J.Nelson) Rehder, 1919 (consulté le 31 mai 2015)
- (en) GRIN : espèce Pseudolarix amabilis  (J. Nelson) Rehder